# Țar și dulgher
Țar și dulgher (titlul original: în germană Zar und Zimmermann)  este o operă comică în trei acte de Albert Lortzing, care a compus nu doar muzica, ci a fost el însuși și libretistul operei. La baza ei stă comedia de teatru Der Burgmeister von Saardam oder die beiden Peter (Țar și dulgher sau cei doi Peter) de Georg Christian Römer, bazată  la rândul ei pe piesa franceză Le Bourgmastre de Saardam ou Les Deux Pierre de Mélesville.
Premiera a avut loc la 22 decembrie 1837 în teatrul din Leipzig. Model istoric a fost așa numita Marea Ambasadă, renumita călătorie a Țarului Petru I în vestul Europei.

## Conținut

### Actul I
Țarul Petru I al Rusiei lucrează ca dulgher pe șantierul naval din Saardam sub numele de Peter Mihailov, pentru a învăța meșteșugul construcției de corăbii. El se împrietenește cu Peter Ivanov, un compatriot dezertor care este de asemenea ucenic dulgher. Van Bett, primarul îngâmfat, fudul și incompetent, tocmai a aflat că Țarul s-ar afla în orașul său ajungând la concluzia falsă că Peter Ivanov ar fi Țarul. Ivanov tocmai a cunoscut-o pe Marie, nepoata drăguță a lui van Bett, de care s-a îndrăgostit și cu care s-a logodit, dar este gelos pentru că toți o curtează. 
Amiralul LeFort, emisar rus, îl informează monarhul său despre turbulențele care au izbucnit în Rusia. Situația este foarte serioasă și este neapărată nevoie de prezența sa acolo. Ca atare Țarul îi ordonă să pregătească călătoria sa de întoarcere. Situația se complică, deoarece și emisarii Angliei și Franței, Lordul Syndham rspectiv Marchizul de Chateauneuf, încearcă să-l identifice cu scopul politic de a-l atrage printr-o alianță, de partea țării lor. Contrar lui Chateauneuf, care l-a recunoscut pe Țar în persoana lui Peter Mihailov,  Lordul Syndham cât și Primarul cred că monarhul este Peter Ivanov.

### Actul II
Fiul văduvei Browe sărbătorește nunta într-un han. Sunt invitați cu toții de la mic la mare. Peter Ivanov este agasat de emisarul Angliei pentru a face alianță cu ei. Este de înțeles de ce acesta nu reacționează nici cum, de parcă ar fi surd. Deodată apare în han un ofițer olandez însoțit de soldați care are sarcina să aresteze pe toți cei ce nu se pot legitima. Guvernul a aflat ceva și vrea să afle cine sunt persoanele suspecte. Van Bett crede că în sfârșit își atinge acum țelul, dar toți cei suspectați de el se dovedesc a fi în realitate ambasadori. Când în final vine rândul lui Peter Mihailov să se legitimeze, acesta provoacă harababură și reușește să dispară.

### Actul III
Primarul pregătește în cinstea Țarului o cantată pe care o dă corului din oraș să o învețe. El încă crede la fel ca și Marie, că Ivanov este Țarul. Acesta primește de la Mihailov un plic sigilat care trebuie abia după o oră să-l deschidă. Petrecerea începe, Peter Ivanov primește onorurile primarului și ale locuitorilor. Brusc se aude o lovitură de tun: o corabie părăsește portul cu Peter Mihailov, adevăratul Țar, pe care îl duce înapoi în patrie. Alături stau Amiralul Lefort și ofițerii săi. În timp ce locuitorii ovaționează, Ivanov deschide scrisoarea. Țarul l-a grațiat și l-a numit Supraveghetor Regal. Acum nimic nu mai stă în calea fericiri sale și a lui Marie.

## Distribuție
- Petru I al Rusiei – Țarul Rusiei, un ucenic dulgher sub numele Peter Mihailov (Bariton)
- Peter Ivanov – un tânăr rus, ucenic dulgher (Tenor)
- van Bett – Primarul Saardamului (Bas)
- Marie – drăguța nepoată a primarului (Soprană)
- Amiral Lefort – emisarul rus (Bass)
- Amiral Lefort – emisarul rus (Bass)
- Lord Syndham – emisarul englez (Bass)
- Marchizul de Chateauneuf – emisarul francez (Tenor)
- Văduva Browe – maistul dulger (Alto)
- un ofițer – (rol parlando)
- o pereche de miri – (rol mut)
- cameriste, locuitori din Saardam, soldați olandezi, persoane din magistratură, gardieni, ofițeri, marinari (cor, figuranți)
- corpul de balet

## Ecranizări
- 1956: Țar și dulgher - producție DEFA, regizor Hans Müller
- 1969: Zar und Zimmermann (TV) regizor Joachim Hess
- 1975: Zar und Zimmermann (TV)